# Болычев, Степан Петрович
Степан Петрович Болычев (1859 — ?) — крестьянин, член Государственной думы II созыва от Воронежской губернии.

## Биография
Русский старообрядец. Крестьянин Чесменской волости Бобровского уезда Воронежской губернии. Был грамотным, получив начальное домашнее образование. Почтосодержатель. Хлебопашец, имел 1 десятину земли. Политическая позиция перед началом работы в Думе была определена как "умеренный". 
8 февраля 1907 года избран в Государственную думу II созыва от общего состава выборщиков Воронежского губернского избирательного собрания. Вошёл в состав Конституционно-демократической фракции.
Детали дальнейшей судьбы и дата смерти неизвестны.

### Архивы
- Российский государственный исторический архив. Фонд 1278. Опись 1 (2-й созыв). Дело 46; Дело 586. Лист 15, 16.